# قاضی ارشد ایالات متحده آمریکا
قاضی ارشد ایالات متحدهٔ آمریکا دادرس ارشد دیوان عالی ایالات متحده آمریکا و عالی‌رتبه‌ترین صاحب‌منصب در قوه قضاییه فدرال ایالات متحده آمریکا  است
اصل دوم قانون اساسی ایالات متحده آمریکا این اختیار مطلق را به رئیس‌جمهور ایالات متحده آمریکا می‌دهد، تا با مشورت و مجوز مجلس سنای ایالات متحده آمریکا، قاضی ارشدی را منصوب کند که تا زمانی‌که استعفا دهند، بازنشسته شوند یا استیضاح شوند، مشغول به کار خواهند بود.
قاضی ارشد یکی از نه قاضی دیوان عالی ایالات متحده آمریکا است و بقیهٔ قاضی‌ها در سمت دستیاری این دیوان قرار دارند.
قاضی ارشد نقش بسیار پر رنگی در انتخاب پرونده ها برای دادرسی و مدیریت جلسه دادگاه عالی در هنگام بحث شفاهی بین قضات دارد. اما در هنگام رأی گیری رأی او تفاوتی با رأی دیگر قضات ندارد.
اصل اول، بخش سوم، ماده ششم؛ قانون اساسی، قاضی ارشد را قاضی دادگاه استیضاح ریاست جمهوری تعیین می‌کند. رسم است تحلیف ریاست جمهوری توسط قاضی ارشد انجام گیرد.
از سال ۱۷۸۹ تا ۱۸۶۶، این سمت با نام قاضی ارشد دیوان عالی شناخته می‌شد.

## فهرست قضات ارشد ایالات متحده آمریکا
| ردیف | نام | نام               | تصدی                                       | تاریخ تایید شدن (رای)          | طول تصدی         | نامزدکننده            |
| ---- | --- | ----------------- | ------------------------------------------ | ------------------------------ | ---------------- | --------------------- |
| ۱    |     | جان جی            | ۱۹اکتبر ۱۷۸۹ - ۲۹ ٰژوپن ۱۷۹۵ (استعفا داد)   | ۲۶ سپتامبر۱۷۸۹ (اخذ رای زبانی) | ۵ سال و ۲۵۳ روز  | جرج واشنگتن           |
| ۲    |     | جان رالج          | ۱۲ آگوست ۱۷۹۵ ̠ ۲۸ دسامبر ۱۷۹۵              | ۱۵ دسامبر ۱۷۹۵ (۱۰-۱۴)         | ۱۳۸روز           | جرج واشنگتن           |
| ۳    |     | الیور الزورت      | ۸مارس ۱۷۹۶ ̠ ۱۵ دسامبر ۱۸۰۰ (استعفا داد)    | ۴ مارس ۱۷۹۶ (۲۱-۱)             | ۴سال و ۲۸۲ روز   | جرج واشنگتن           |
| ۴    |     | جان مارشال        | ۳۱ فوریه ۱۸۰۱ – ۶ ژوئیه ۱۸۳۵ (مرگ)         | ۲۷ ژانویه۱۸۰۱ (اخذ رای زبانی)  | ۳۴سال و ۱۵۲روز   | جان آدامز             |
| ۵    |     | راجر بی. تانی     | ۲۸مارس ۱۸۳۶ - ۱۲ اکتبر ۱۸۶۴ (مرگ)          | ۱۵ مارس ۱۸۳۶ (۲۹-۱۵)           | ۲۸ سال و ۱۹۸روز  | اندرو جکسون           |
| ۶    |     | سالمون پی. چیس    | ۱۵دسامبر۱۸۶۴ - ۷ می ۱۸۷۳ (مرگ)             | ۶دسامبر۱۸۶۴ (اخذ رای زبانی)    | ۸ سال و ۱۴۳ روز  | آبراهام لینکلن        |
| ۷    |     | موریسون وایت      | ۴ مارس ۱۸۷۴ - ۲۳ مارس ۱۸۸۸ (مرگ)           | ۲۱ ژانویه ۱۸۷۴ (۶۰-۰)          | ۱۴ سال و ۱۹ روز  | یولیسیز سایمن گرانت   |
| ۸    |     | ملویل فولر        | ۸اکتبر۱۸۸۸ - ۴ژوئیه ۱۹۱۰ (مرگ)             | ۲۰ژوئیه ۱۸۸۸ (۴۱-۲۰)           | ۲۱ سال و۲۶۹روز   | گروور کلیولند         |
| ۹    |     | ادوارد دی. وایت   | ۱۹دسامبر ۱۹۱۰ - ۱۹ می ۱۹۲۱ (مرگ)           | ۱۲ دسامبر۱۹۱۰ (اخذ رای زبانی)  | ۱۰ سال و ۱۵۱ روز | ویلیام هووارد تفت     |
| ۱۰   |     | ویلیام هووارد تفت | ۱۱ژوئیه ۱۹۲۱ - ۳فوریه ۱۹۳۰ (بازنشستگی)     | ۳۰ژوئن ۱۹۲۱ (اخذ رای زبانی)    | ۸ سال و ۲۰۶ روز  | وارن جی. هاردینگ      |
| ۱۱   |     | چارلز ایوانز هیوز | ۲۴فوریه ۱۹۳۰ – ۳۰ ژوئن ۱۹۴۱ (بازنشستگی)    | ۱۳ فوریه ۱۹۳۰ (۵۲-۲۶)          | ۱۱ سال و ۱۲۶ روز | هربرت هوور            |
| ۱۲   |     | هارلان اف استون   | ۳ ژوئیه ۱۹۴۱ - ۲۲آوریل ۱۹۴۶ (مرگ)          | ۲۷ ژوئن ۱۹۴۱ (اخذ رای زبانی)   | ۴ سال و ۲۹۳ روز  | فرانکلین دلانو روزولت |
| ۱۳   |     | فرد ام. وینسون    | ۲۴ ژوئن ۱۹۴۶ - ۸ سپتامبر ۱۹۵۳ (مرگ)        | ۲۰ ژوئن۱۹۴۶ (اخذ رای زبانی)    | ۷ سال و ۷۶ روز   | هری ترومن             |
| ۱۴   |     | ارل وارن          | ۵ اکتبر ۱۹۵۳ ̠ ۳ ژوئن ۱۹۶۹ (بازنشستگی)      | ۱ مارس ۱۹۵۴                    | ۱۵ سال ۲۶۱ روز   | دوایت آیزنهاور        |
| ۱۵   |     | وارن برگر         | ۲۳ ژوئن ۱۹۶۹ – ۲۶ سپتامبر ۱۹۸۶ (بازنشستگی) | ۹ژوئن ۱۹۶۹ (۷۳-۳)              | ۱۷ سال ۹۵ روز    | ریچارد نیکسون         |
| ۱۶   |     | ویلیام رنکویست    | ۲۶سپتامبر ۱۹۸۶ – ۳ سپتامبر ۲۰۰۵ (مرگ)      | ۱۷ سپتامبر ۱۹۸۶ (۶۵-۳۳)        | ۱۸ سال و ۳۴۲ روز | رونالد ریگان          |
| ۱۷   |     | جان رابرتس        | ۲۹ سپتامبر ۲۰۰۵ - تاکنون                   | ۲۹ سپتامبر ۲۰۰۵ (۷۸-۲۲)        |                  | جرج دابلیو بوش        |